# パラパラオールスターズ
パラパラオールスターズ（PARAPARA ALLSTARS）は、1999年から2002年に活動をしていたパラパラによる女性ダンスグループ。略称はパラパラオールスターズのイニシャルからPPA、オールスターズ、等。
パラパラの手本として世間に大きな影響を与え、第三次パラパラブームを牽引した。

## メンバー
RICHIE（リッチー　1974年7月24日 - ）（50歳）
- パラパラオールスターズのリーダー。
- 本名：渡辺 理知世（わたなべ りちよ）
- メンバーカラー：赤
- 身長155cm[1]。血液型O型[1]。東京都出身[2]。
- 特技はディスコダンス、バドミントン[2]。
- グループ結成以前に「パラパラ教典stage.2」に出演している[3]。

MAKI（マキ　1976年4月16日 - ）（48歳）
- 本名：小谷田 真紀子（こやた まきこ）
- メンバーカラー：ピンク
- 身長161cm[1]。血液型A型[1]。

MIHO（ミホ　1980年4月20日 - ）（44歳）
- 本名：川良 美穂（かわら みほ）
- メンバーカラー：青
- 身長158cm[1]。血液型O型[1]。

TOMOMI（トモミ　1980年6月4日 - ）（44歳）
- 本名：工藤 友美（くどう ともみ）
- メンバーカラー：白
- 身長167cm[1]。血液型O型[1]。岩手県出身。

SATOKO（サトコ　1980年9月28日 - ）（44歳）
- 本名：山崎 聡子（やまざき さとこ）
- メンバーカラー：オレンジ
- 身長155cm[1]。血液型B型[1]。
- 解散後はアパレル勤務を経て2005年にエイベックスへ入社[4]。

RYOKO（リョウコ　1981年5月2日 - ）（43歳）
- 本名：小田倉 良子（おだくら りょうこ）
- メンバーカラー：紫
- 身長168cm[1]。血液型O型[1]。千葉県銚子市出身[5]。
- 解散後はネイリスト、トータルビューティープランナーとして活動[6]。

## 来歴
- 1999年
  - 10月：RICHIEとSATOKOによりパラパラオールスターズ結成。
  - 11月：MAKIとTOMOMIが加入。第一期パラパラオールスターズ確立。
  - 12月5日：「1億3000万人、総パラパラ化計画」をかかげ、SUPER EUROBEATのアイコンとしてデビュー。（avex trax『History of SEB』より引用）
- 2000年
  - 3月：RYOKOが加入。
  - 6月：MIHOが加入。第二期パラパラオールスターズ確立。
- 2001年
  - 1月24日：パラパラオールスターズの最高指揮官・宮地弘和により「パラパラ世界進出」が宣言される。
  - 8月17日：TOMOMIが脱退。これより第三期パラパラオールスターズ。
- 2002年
  - 7月24日：宮地弘和により「パラパラオールスターズ解散」が言い渡される。
  - 8月：パラパラオールスターズ解散。
- 2005年
  - 8月3日発売のSUPER EUROBEAT vol.160にてパラパラオールスターズ名義でRICHIE、RYOKOによるパラパラを収録。
- 2006年
  - 12月20日：ヴェルファーレにて6人全員による一夜限りの復活ライブ開催（「俄然パラパラ学園～特別限定編～」に収録）。
- 2008年
  - 11月22日：ツインスターにて4人（RICHIE、SATOKO、MAKI、RYOKO）による一夜限りの復活ライブ開催。超然パラガールズへの引き継ぎ式が行われる（名前が引き継がれたわけではなく、パラパラ界のポストの引き継ぎである）。
- 2016年
  - 10月9日：agefarre vol.5にて5人（RICHIE、SATOKO、MAKI、RYOKO、MIHO）でスペシャルパフォーマーとして出演、パフォーマンスを行った。

## ディスコグラフィ
※ここではパラパラオールスターズを基とした作品のみ掲載する。
| 題名                                                          | VHS 発売日     | DVD 発売日     |
| ------------------------------------------------------------- | -------------- | -------------- |
| パラパラ・パラダイス                                          | 2000年2月23日  | ---            |
| パラパラ・ミレニアム・セレクション ～パラダイス＆スタジアム～ | ---            | 2000年3月29日  |
| パラパラ・スタジアム presents ALE'JAPAN                       | 2000年9月6日   | ---            |
| パラパラ・パラダイス2                                         | 2001年1月24日  | ---            |
| パラパラ・パラダイス3                                         | 2001年4月25日  | ---            |
| パラパラ・パラダイス・ベスト・セレクション                    | ---            | 2001年5月30日  |
| パラパラ・パラダイス4                                         | 2001年8月29日  | 2001年8月29日  |
| パラパラ・パラダイス presents J-EURO PARAPARA                 | 2001年9月27日  | 2001年9月27日  |
| パラパラ・パラダイス presents ガッチャ！                      | 2001年10月17日 | 2001年10月17日 |
| パラパラ・パラダイス5                                         | 2001年11月28日 | 2001年11月28日 |
| パラパラ・パラダイス6                                         | 2002年3月27日  | 2002年3月27日  |
| パラパラ・パラダイス7                                         | 2002年7月24日  | 2002年7月24日  |
| スーパーユーロムービー ～パラパラ・パラダイス ベスト～        | ---            | 2003年3月26日  |
| パラパラ・パラダイス・スペシャル・エディション                | 不明           | ---            |

## 出演

### TV
- 変なおじさんTV（2000年10月11日～2002年8月13日、フジテレビ）
- 深夜の星「激突!パラパラ女王決定戦!」（2000年10月26日、TBS）
- AX MUSIC-FACTORY（2000年11月2日、日本テレビ）
- ポンキッキーズ（2001年3月3日～3月31日、フジテレビ）
- 第15回日本ゴールドディスク大賞（2001年3月17日、NHK）
- ポンキッキーズ21（2001年5月26日、フジテレビ）
- ピンパパ（2011年8月5日、中京テレビ）
- 第24回24時間テレビ「愛は地球を救う」（2001年8月18日、日本テレビ）
- TOKYO CLUB GANG（2001年9月1日、日本テレビ）
- 桂芸能社ポンッ!（2002年8月12日、TBS）
- オールスター感謝祭（TBS）
- 快感!!パラパラ天国（テレビ東京）
- Channel-a（テレビ神奈川）

### ラジオ
- 西川貴教のオールナイトニッポン（2001年6月12日～10月16日、ニッポン放送）